# Glen Allen (Alabama)
Glen Allen é uma cidade  localizada no estado americano do Alabama, no Condado de Fayette e Condado de Marion.

## Demografia
Segundo o censo americano de 2000, a sua população era de 442 habitantes.
Em 2006, foi estimada uma população de 433, um decréscimo de 9 (-2.0%).

## Geografia
De acordo com o United States Census Bureau, a localidade tem uma área de 13,9 km², sem área coberta por água. Glen Allen localiza-se a aproximadamente 183 m acima do nível do mar.

## Localidades na vizinhança
O diagrama seguinte representa as localidades num raio de 24 km ao redor de Glen Allen.